# Kesetnana
Kesetnana is een bestuurslaag in het regentschap Timor Tengah Selatan van de provincie Oost-Nusa Tenggara, Indonesië. Kesetnana telt 5922 inwoners (volkstelling 2010).